# 查理周刊
《查理週刊》（法語：Charlie Hebdo，法語發音：[ʃaʁli ɛbdo]，其中「Hebdo」是法語「Hebdomadaire」的略稱，意為週刊），是法國一本政治諷刺雜誌，由弗朗索瓦·卡萬納創辦。

## 歷史
前身為於1960年創辦的《切腹》（法語：Hara-Kiri）雜誌，其名稱來自於日文“切腹”一词。1969年，《切腹》決定以每週發行，改名《切腹週刊》（Hara-Kiri Hebdo）。
1970年11月，法國前總統夏爾·戴高樂（Charles de Gaulle）過世。《切腹週刊》在當月出刊的內容中，嘲諷戴高樂，遭到禁止發行。發行團隊決定改名《查理週刊》（Charlie Hebdo），重新發行。這個名字來自法國漫畫雜誌《查理月刊》（Charlie Mensuel）。查理月刊的名稱則是來自《花生漫畫》的主角人物查理·布朗（Charlie Brown），因為《查理月刊》長期刊載《花生漫畫》，因此用查理·布朗作為月刊的名字。查理周刊發行團隊選擇這個名字，也暗藏了嘲諷夏爾·戴高樂的意思。

## 攻擊案件

### 2011年

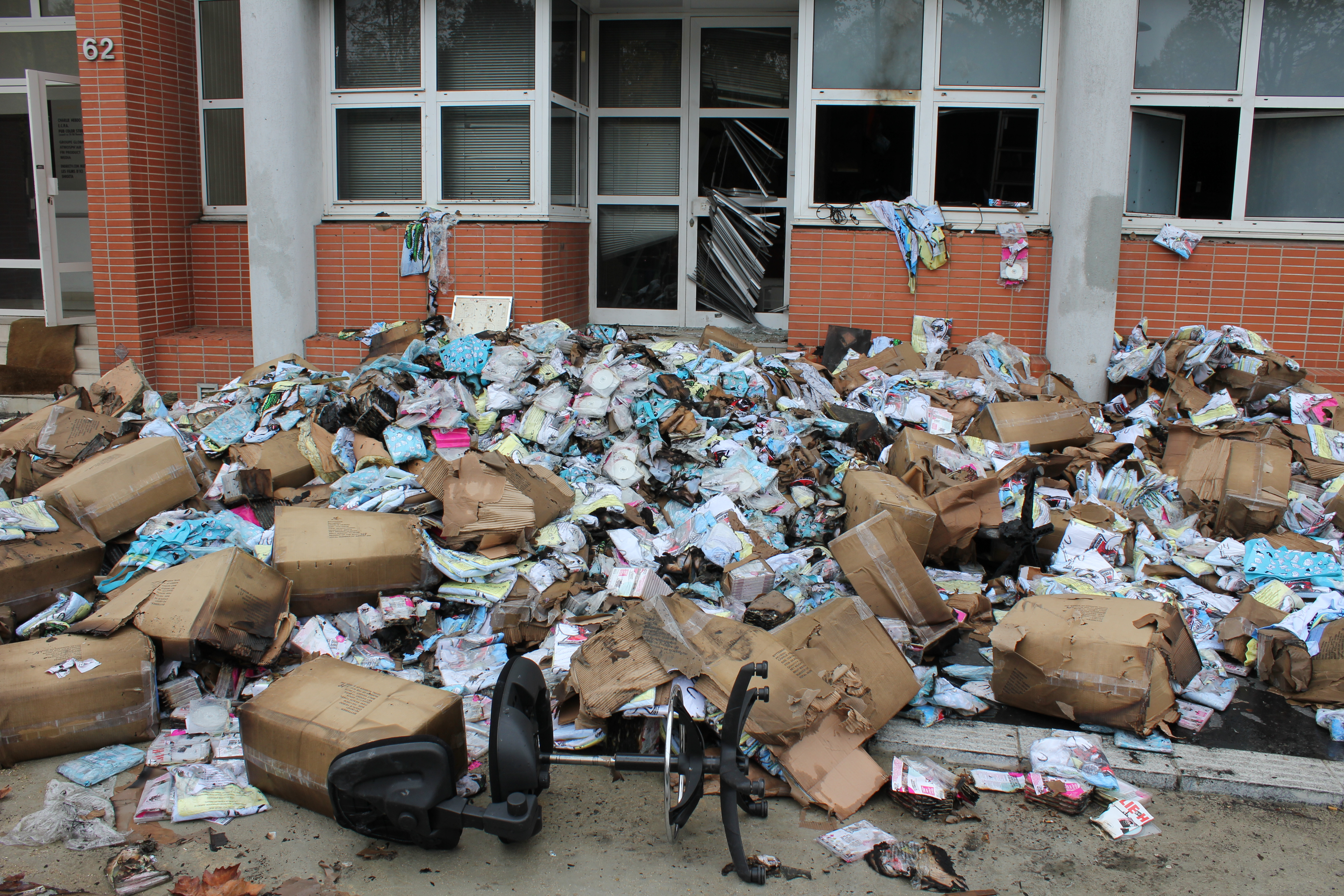
2011年遭受汽油彈攻擊的《查理週刊》辦公室

2011年11月2日凌晨時分，報社位於第20區的辦公室遭汽油彈襲擊，網站被駭客入侵。襲擊原因推測跟特别號更名為“沙里亞（伊斯蘭教法）週刊”有關，該期雜誌將伊斯蘭先知默罕默德列為“總编辑”。封面上的漫畫穆罕默德揶揄讀者，“如果不大笑，將被鞭笞一百次”。

### 2015年
2015年1月7日，其位於巴黎十一區的雜誌社總部遭到恐怖攻擊。襲擊中，兩名頭戴黑面罩的槍手，手持AK-47自動步槍與火箭筒亂槍掃射後逃逸。在逃亡途中又陸續在法國東北部及南部地區持續攻擊。槍擊案共造成包括發行人、總編輯斯德凡·夏邦尼耶（夏伯）、漫畫家、記者與警察在內共12人死亡，20人傷。案發後，大量軍警投入緝捕，巴黎的反恐警戒提升至最高層級，各級學校停課。
1月14日，查理週刊宣布將會推出APP，只需要花費3歐元即可下載原法文版漫畫，也可另選英語、西班牙語和阿拉伯語版，同時也已經有一批人正在進行中文版的翻譯。
2016年1月，法国讽刺报纸查理周刊作品试图将淹死的三岁叙利亚难民儿童艾蘭·庫迪与德国新年性侵案犯联系起来，再次引发激烈争论。庫迪在与家人一道逃亡的路上不幸死亡，他的尸体的照片引发了欧洲公众对难民的最大同情。然而，查理周刊作品暗示，如果庫迪順利在歐洲長大成年，他未來可能也成为性侵案犯人中的一员。

## 备注
1. ↑  新华社译名室根据“名从主人”原则，起初将其译为“沙尔利周刊”[2]。这是依照法语中Charlie的通用译名，也符合Charlie的法语发音，参见Forvo網站上的Charlie Hebdo的法語發音。但是中央电视台和人民日报等媒体则译为“查理周刊”。2016年2月，中宣部召开了包括新华社、外交部、中央电视台等单位参加的座谈会，专门讨论法国刊物Charlie Hebdo和美国金融巨头Soros的中文译名问题，最终决定将Charlie Hebdo的中文译名统一为“查理周刊”[3]。

### 引用
1. ↑  McNab, James P. . 美国法语教师协会（英语：American Association of Teachers of French）. 2006, 80 (1): 16–29. JSTOR 25480584. Georges Bernier, le vrai nom du 'professeur Choron', 75 ans. Cofondateur et directeur de la revue satirique Hara Kiri, qui a change de titre (pour contourner une interdiction de paraitre!) pour devenir Charlie Hebdo en 1970. Quote on p. 26.
2. ↑  雷璟. . 参考消息网. 2015-01-08  [2015-01-08] （中文（中国大陆））.
3. ↑  . 参考消息网. 2016-11-26  [2020-10-25] （中文（中国大陆））.
4. ↑  Charb. . Le Monde.   [4 March 2014]. （原始内容存档于2018-12-25）.
5. ↑  . ettoday. 2015-01-08  [2015-01-09]. （原始内容存档于2020-05-10）.
6. ↑  . 臺灣自由時報. 2015-01-08  [2015-01-10]. （原始内容存档于2019-06-20）.
7. ↑  . BBC. 2015-01-17  [2015-01-07]. （原始内容存档于2015-01-08）.
8. ↑  . news.memehk.com. 2015-01-15  [2015-01-15]. （原始内容存档于2020-05-10） （中文（香港））.
9. ↑  JUSTINE DRENNAN. . 外交政策 (雜誌). 2015-01-14  [2015-01-15]. （原始内容存档于2019-08-15） （英语）.
10. ↑  . 2016-01-14  [2016-01-15]. （原始内容存档于2016-01-19）.

### 书目
- Lemonnier, Bertrand. . Vingtième Siècle: Revue d'histoire. 2008, 98: 43–55. JSTOR 20475319.
- McNab, James P. . 美国法语教师协会（英语：American Association of Teachers of French）. 2006, 80 (1): 16–29. JSTOR 25480584.

## 延伸閱讀
- Egen, Jean. . Stock. 1976. ISBN 9782234005532.

## 外部連結
- （法文）查理周刊的X（前Twitter）
- Charlie Hebdo （法文）
- Un historique d'Hara-Kiri/Charlie Hebdo（archived from ）
- French Satirical Newspaper Charlie Hebdo Wins Second Trial Over Controversial Cartoon Ban Request （页面存档备份，存于）
- Schofield, Hugh. "Charlie Hebdo and its place in French journalism （页面存档备份，存于）." BBC. 3 November 2011.